# پروتز پستان

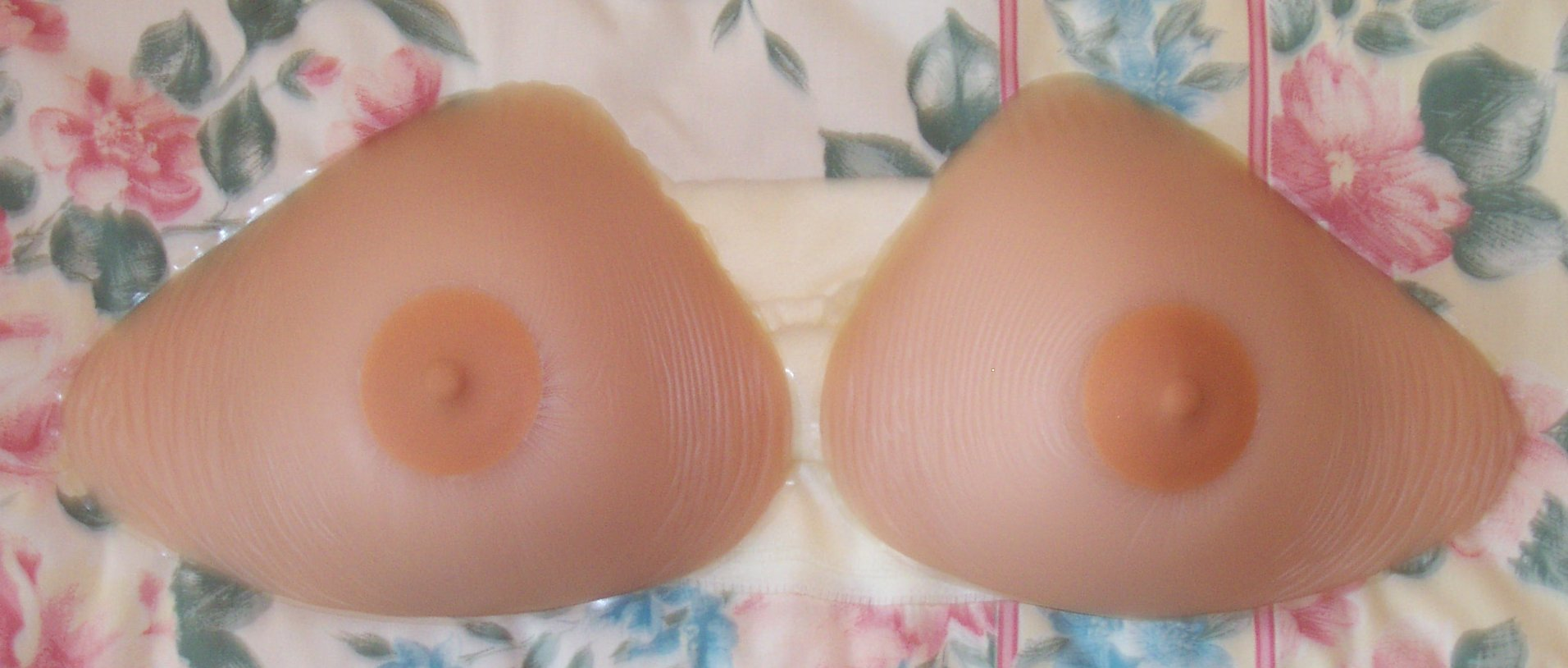
یک جفت پروتز سینه

پروتزهای سینه (به انگلیسی: Breast prostheses) اندام مصنوعی شبیه پستان هستند. آنها اغلب به‌طور موقت یا دائم توسط زنان پس از ماستکتومی یا لامپکتومی یا برای اهداف زیبایی استفاده می‌شوند و طرح‌ها و جنس‌های مختلف دارند.